# Incisura praeoccipitalis

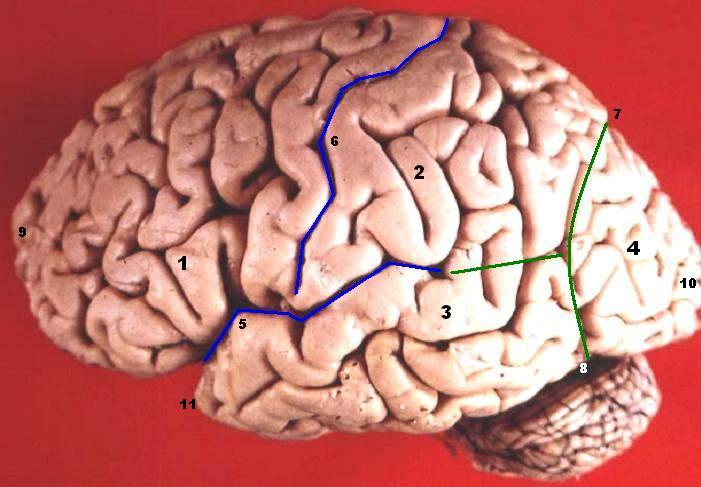
Incisura praeoccipitalis markerad med nr 8.

Incisura praeoccipitalis är en liten fåra på hjärnbarken som utgör gränsen mellan tinninglobens posteriora del, samt nacklobens anteriora del.